# Derodòntids
Els derodòntids (Derodontidae) són una família de coleòpters polífags de la superfamília Derodontoidea, relacionats amb la família Bostrichidae. N'hi ha 30 espècies en 4 gèneres i 3 subfamílies.

## Característiques
Els membres d'aquesta família són de mida petita d'entre 2 i 6 mm de llargada i amb marges espinosos en el seu pronot (part anterior del tòrax) característica que dona el nom científic a la família. Tanmateix el gènere Laricobius, no té aquestes espines.
Espècies del gènere Laricobius són depredadores d'alguns insectes plagues de les coníferes i per això es fan servir en el control biològic.

## Taxonomia
Segons Bouchart et al., els derodòntids inclouen tres subfamílies:
- Subfamília Peltasticinae LeConte, 1861
- Subfamília Derodontinae LeConte, 1861
- Subfamília Laricobiinae Mulsant and Rey, 1864